# 藏南地區

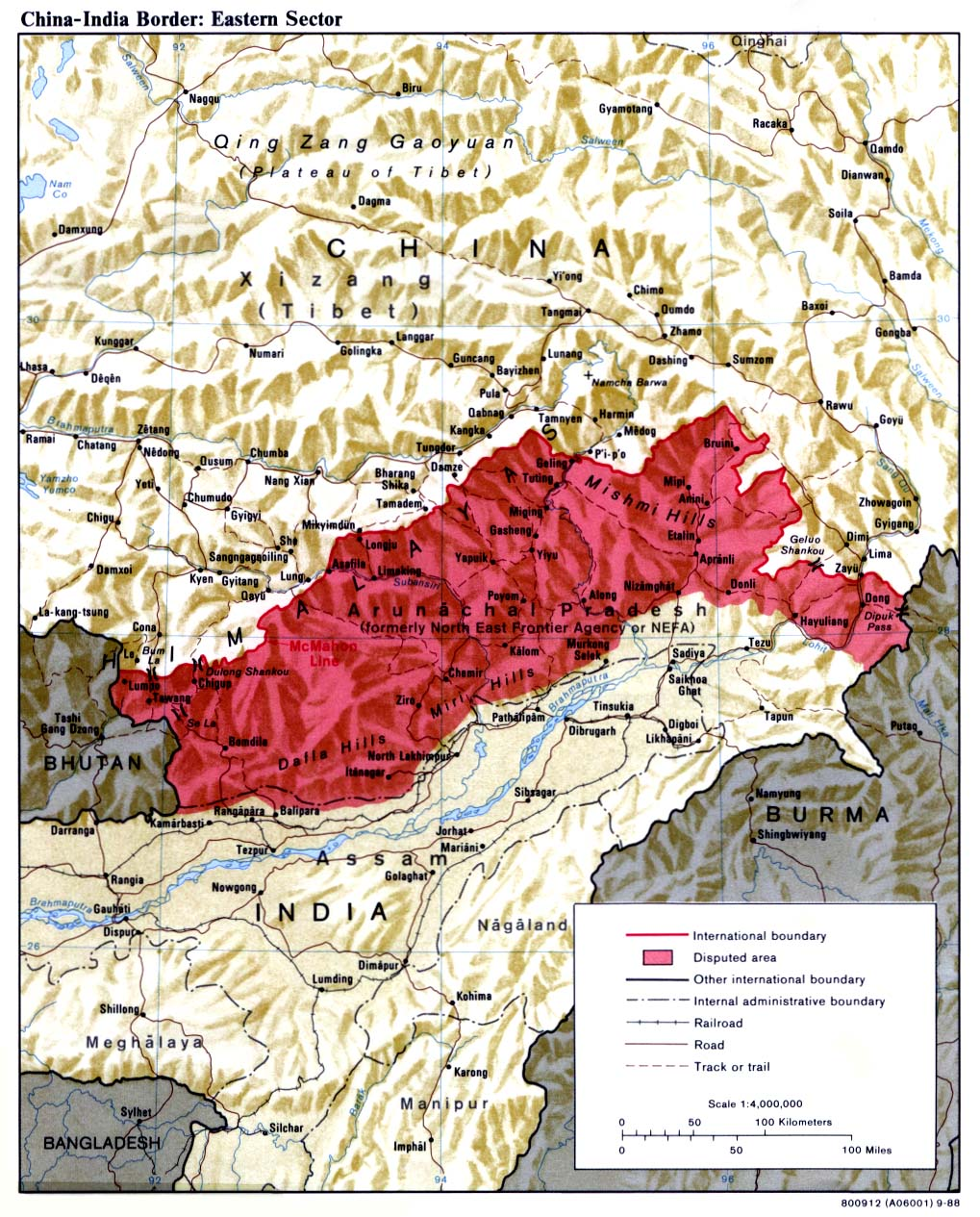
红色区域则为藏南地区。

红色为麦克马洪线以北的中国的西藏大部分，下方的斜线区域则为中方宣称的藏南地区。

藏南（英语：South Tibet）或藏南地区，是中华人民共和国对麦克马洪线以南的中印争议地区的称呼，中国认为其属于西藏故称其为“藏南”。争议地区位于喜马拉雅山脉南麓，面積共約为9万平方公里，其中印控約6.91萬平方公里。该地区构成了印度阿鲁纳恰尔邦的大部分地区（不包括南部印缅边界的几个县），西邊是不丹领土，東邊是缅甸，南邊是印度的阿萨姆邦和那加兰邦，北邊为中华人民共和国西藏自治区的实际控制地区。
印度与中国的实际控制线以英藏西姆拉会议划定的“麦克马洪线”为基础，虽然印度和中国均宣称对该地区拥有主权，但该地区实际上处于印度东北部阿鲁纳恰尔邦的控制之下。

## 地理
藏南地区位于拉雅山脉东段的南坡，地形复杂，海拔从80米到5000米以上，亚热带、热带季风气候，受印度洋西南季风的影响，降雨量大，终年温暖湿润，水热条件优越。位于该地区墨脱县南部边境的巴昔卡镇平均年降水量高达4500mm，曾长期被中国大陆官方教科书中称作“中国雨都”。该地区水力资源极其丰富，主要河流有雅鲁藏布江、卡门河、西巴霞曲（苏班西里河）、丹巴曲、察隅河等，水力资源较为丰富。世界第一大峡谷雅鲁藏布大峡谷即位于该地区。藏南地区森林覆盖率达90%以上。
夏季的藏南地区，由于印度洋上吹来的西南季风带来大量水分和热量，而温暖多雨，年平均降水较高，是世界上降水量最大的地区之一，可种植许多亚热带、热带作物，土壤肥沃，有西藏的“江南”之称。

## 历史

### 清朝时期
清朝征服西藏之前，西藏甘丹颇章政权的實際统治者第六世达赖喇嘛仓央嘉措在藏南西部的中心城市达旺出生。1904年，时任清朝驻俄罗斯公使胡惟德翻译的《西藏全图》出版，邹代钧根据《西藏全图》，对《中外舆地全图》的青海西藏图做了重大订正：①中印西段边界新疆段，大致走向按分水岭；西段西藏段，界线穿过班公湖东、西两湖间，直到碟穆绰克（巴里加斯）西南，和现行地图相似；②中段大致依分水岭；③东段，不丹依然画大，东段界线接近现行地图，珞瑜地区注“无定山族”，但属前藏，中间不再有界线。
清末赵尔丰等在西藏边地推行改土归流，在察隅建立察隅县，並在藏印傳統邊界線中方一側的壓必曲龔樹立邊界標誌。

### 中华民国时期
1912年，中華民國赴川滇邊特使抵達壓必曲龔後，於原界牌旁樹立新界牌。1913年至1914年，由英国策划、在印度西姆拉召开的中、英、藏三方代表参加的西姆拉会议上，担任英属印度政府外务大臣的英国人亨利·麦克马洪與西藏當局（即噶厦）的代表夏扎·班觉多吉以秘密换文的方式，将英藏划定的“印藏分界线”加入到换文地图中，签订《西姆拉条约》，訂出麦克马洪线。此线把历史上长期属于西藏管轄的9万多平方公里的领土划归英属印度，依此线划定后的英属印度东北边界，从喜马拉雅山南麓山地平原交接处（即中方所稱的传统习惯线）向北推进到喜马拉雅山山脊（甚至以北），将西藏地区向北压缩一百多公里。参会的中华民国政府代表因中央政府的反对而拒绝在条约上正式签字，拒絕承認該條約，會談從而破裂。藏方因英方並未達成條約上允諾給予西藏的要求，因此也不承認麥克馬洪綫及條約。后中华民国政府又多次发表声明，不承认西姆拉条约和麦克马洪线。
1948年，中国正在内战中，刚獨立的印度認為有權繼承分治後的英屬印度領土，遂开始派军队进入該地。中方認為西姆拉条约不具备任何法律效力，拒絕承認。1949年，中華民國政府由於國共內戰失敗遷往台灣，並與印度斷交。
1962年中印邊界衝突中，中華民國政府仍出於自認「唯一合法之中國政府」的立場，多次公開聲明「從未接受且堅決反對」「將麥克馬洪線作為中印邊界」，並表示「有關中印邊界問題，應俟推翻匪偽政權後，經由雙方合法政府，尋求合理的解決」。對美國政府承認麥克馬洪線一事，亦提出照會進行嚴正抗議。

### 中华人民共和国时期
中印两国在处理边界争端的过程中，无论是周恩来同尼赫鲁的通信和会谈，还是两国政府之间的往来照会以及官员会谈，都利用地图作为各自权利主张的关键证据。在这一过程中，除中印各自坚持自己地图上对边界绘制的准确性之外，中华人民共和国政府宣称“印度对中印边界线的画法是英国近代史上侵略扩张政策的产物”，而印度政府则将中国地图有关中印边界的画法称为“制图侵略”（cartographic aggression），即利用地图开疆为领土扩张服务。
1951年2月2日，印度军队按照印度自治领的领土主张，占领达旺地区，驱赶西藏的宗本所派驻的官员。1954年，印度政府在该地区建立东北边境特区并修改其官方地图，将麦克马洪线由原来的“未经标定边界”第一次改标为“已定界”。截至1960年，印军完全控制麦线以南。
在1962年10月至11月的中印边境战争中，解放军一度占领包括达旺、邦迪拉、梅楚卡及瓦弄等重要城镇在内的藏南大部分区域，进逼至传统习惯线附近。解放军希望印度承认中方主权，并与中方开展边界谈判，不希望以武力收复失地，遂主动后撤至麦克马洪线內。1964年，印军重新占领该地区，在“麦线”附近与解放军形成对峙。
1972年，印度将东北边境特区改为阿鲁纳恰尔中央直辖区。1987年2月，印度宣布建立阿鲁纳恰尔邦。中方多次声明，不承认印方划定的“非法的麦线”和阿邦，并要求印度撤回所有越线设点的军事人员。

### 现状
进入21世纪以来，中印边界局势趋向缓和，中印边界问题谈判进入正常轨道，截止2007年4月，中印已经进行10轮边界问题特别代表谈判。到目前为止，藏南问题仍然悬而未决。在中国印制的中国地图上，均将印度实际控制的藏南地区划为自己的版图。
2008年6月4日，第十四世达赖喇嘛表示阿魯納恰爾邦的达旺领土，也就是中国所宣称的藏南為印度的一部分，他承认1914年藏、印代表及西藏签订的《西姆拉条约》的麦克马洪线的有效性。第十四世达赖喇嘛的行为在中国被视为叛国行为，遭到中国政府的抵制。
- 印度的阿鲁纳恰尔邦地形图
- 阿鲁纳恰尔邦在印度的位置（2014年邦界）

## 行政区划
- 中华人民共和国民政部公布的藏南地区标准地名地图
- 山南市行政区划（中方主张）
- 林芝市行政区划（中方主张）

根据中华人民共和国的行政区划，藏南地区分属山南市和林芝市。
- 山南市：
  - 达旺地区（错那县南部），详见印度控制的达旺县、西卡门县、东卡门县、帕科卡桑县、帕普派尔县、库朗库美县、科拉达阿迪县、下苏班西里县、卡姆勒县、上苏班西里县西南部。
  - 浪久地区（隆子县东部），详见印度控制的上苏班西里县西北部。
- 林芝市：
  - （墨脱县南部），详见印度控制的上苏班西里县东部、希尤米县、西桑朗县、雷帕拉达县、下桑朗县、上桑朗县、桑朗县、东桑朗县、迪邦山谷县、下迪邦山谷县。
  - 瓦弄地区（察隅县西南部），详见印度控制的安娇县、鲁西特县。

注：大部分藏南地区中国并未实际控制，由印度控制并进行管理，详见阿鲁纳恰尔邦。

## 人口
藏南是印度所管辖的阿鲁纳恰尔邦的主体部分，而阿鲁纳恰尔邦的人口超过100万人。根据当地政府统计，本地有82种的不同部族。主要的部族包括信仰藏传佛教的门巴族、舍度苯族、珞巴族以及康巴族，信仰泛灵论的阿地族、阿加族、米济族等。信仰上座部佛教的主要部族是坎底傣（傣族分支）、帕基人和傈僳族，信仰印度教的主要部族是诺特族。诺特族是那加族的一个部族，阿鲁纳恰尔邦的那加族和阿缔族有部分的人是信仰基督教新教浸信宗和羅馬天主教。

## 种族歧视
2014年1月，一名印度东北地区议员的儿子19岁青年尼杜·塔尼亚因为其长相和衣着发型类似中国人，而遭到印度人的暴打致死，引起东北地区居民的强烈抗议。

## 中国签证
因中国声称其主权，藏南地区的居民前往中国时，中国政府会发出一种特殊的“装订签证”，这种签证不会在护照留下永久印记，在离开中国时会被销毁。这种特殊的签证有助于旅行者向印度政府隐藏其前往中国的经历。
2011年亚洲空手道锦标赛、2011年世界青年射箭锦标赛、2021年夏季世界大學運動會、2022年亚洲运动会均有來自藏南地区的運動員因為另纸签证或拒簽的問題而無法前往中國參賽。